# Grădiștea (Călărași)
Grădiştea è un comune della Romania di 4 731 abitanti, ubicato del distretto di Călărași, nella regione storica della Muntenia.
Il comune è formato dall'unione di 4 villaggi: Bogata, Cunești, Grădiștea, Rasa.